# Kriegerdenkmal Osterweddingen

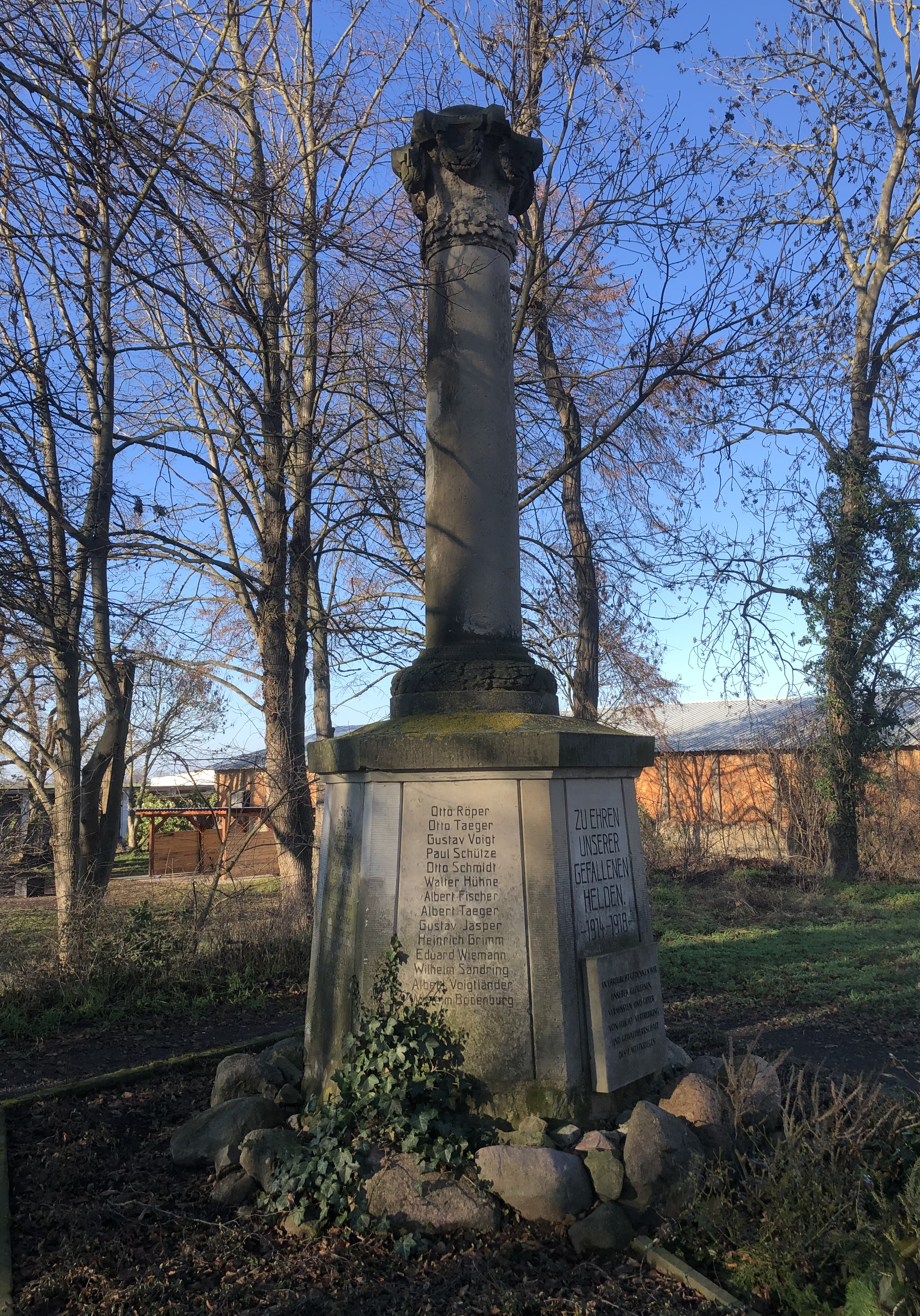
Kriegerdenkmal Osterweddingen im Jahr 2023

Das Kriegerdenkmal Osterweddingen ist ein denkmalgeschütztes Kriegerdenkmal in der Ortschaft Osterweddingen der Gemeinde Sülzetal in Sachsen-Anhalt.

## Lage
Das Denkmal befindet sich auf dem Kirchhof der St. Lambertus-Kirche, nordwestlich der Kirche, am westlichen Ortsrand Osterweddingens.

## Gestaltung
Das Kriegerdenkmal besteht aus einer auf einem hohen sechseckigen Sockel stehenden Säule. Auf den Seitenflächen des Sockels befinden sich Inschriften, die insbesondere die 56 Namen der im Ersten Weltkrieg gefallenen Osterweddinger aufführen. Später wurde eine Gedenktafel für die Opfer des Zweiten Weltkriegs und der Gewaltherrschaft angebracht.

## Inschriften
Auf der nach Osten weisenden Vorderseite des Kriegerdenkmals befindet sich die Inschrift:
Darunter wurde später eine Gedenktafel für die Opfer der Gewaltherrschaft im Zweiten Weltkrieg hinzugefügt. Sie trägt die Inschrift:
Mit dem Uhrzeigersinn ergeben sich am Sockel folgende weitere Inschriften:
| Otto Röper Otto Taeger Gustav Voigt Paul Schütze Otto Schmidt Walter Hühne Albert Fischer Albert Taeger Gustav Jasper Heinrich Grimm Eduard Wiemann Wilhelm Sandring Albert Voigtländer Wilhelm Bodenburg | Otto Pilz Otto Müller Richard Teltz Fritz Böttcher Paul Weichert Gustav Kleinau Berthold Buchelt Franz Stockmann Albert Voigtländer Hermann Schaeper Hermann Sandring Gustav Voigtländer Robert Voigtländer Friedrich Wetterting |

Auf der nach Westen zeigenden Rückseite findet sich die Inschrift:
Es folgen die weiteren Inschriften:
| Karl Otto Otto Deppe Otto Nagler Paul Freitag Alfred Hörich Otto Sandring Rudolf Klemm Franz Renard Albert Garthof Albert Reichardt Wilhelm Schäfer Friedrich Eichholz Robert Voigtländer Erich Wetterting | Ernst Mätge Gustav Lange Karl Hofmann Franz Schulze Gustav Krappe Karl Becker Wilhelm Remme Otto Stockmann Hermann Schaefer Bernhard Melchior Hermann Vahldieck Wilhelm Wesemann Hermann Schmerschneider Otto Jasper Otto Möhring |

Im örtlichen Denkmalverzeichnis ist das Kriegerdenkmal unter der Erfassungsnummer 094 11969 003 als Teilobjekt des Baudenkmals Sankt-Lambertus-Kirche verzeichnet.